# Campago Guguk Bulek
Campago Guguk Bulek is een bestuurslaag in het regentschap Bukittinggi van de provincie West-Sumatra, Indonesië. Campago Guguk Bulek telt 6152 inwoners (volkstelling 2010).